# Trude Dybendahl
Trude Dybendahl-Hartz z d. Dybendahl (ur. 8 stycznia 1966 w Oslo, zm. 23 sierpnia 2024) – norweska biegaczka narciarska, trzykrotna medalistka olimpijska i sześciokrotna medalistka mistrzostw świata.

## Kariera
Igrzyska olimpijskie w Calgary w 1988 r. były jej olimpijskim debiutem. Wraz z Marit Wold, Anne Jahren i Marianne Dahlmo wywalczyła tam srebrny medal w sztafecie 4 × 5 km. Na igrzyskach olimpijskich w Albertville w swoim najlepszym starcie indywidualnym, na 15 km techniką klasyczną, zajęła 8. miejsce. Na tych samych igrzyskach Norweżki z Dybendahl w składzie obroniły tytuł wicemistrzyń olimpijskich w sztafecie. Na igrzyskach olimpijskich w Lillehammer wspólnie z Inger Helene Nybråten, Elin Nilsen i Anitą Moen zdobyła srebrny medal w sztafecie. Dla Dybendahl był to już trzeci z rzędu srebrny medal w tej konkurencji. Na tych samych igrzyskach osiągnęła także swój najlepszy indywidualny wynik olimpijski w historii zajmując czwarte miejsce w biegu na 30 km techniką klasyczną. Startowała także na igrzyskach olimpijskich w Nagano, ale bez sukcesów. Jej najlepszym wynikiem było tam 6. miejsce w biegu na 15 km stylem klasycznym.
W 1989 r. zadebiutowała na mistrzostwach świata biorąc udział w mistrzostwach w Lahti, gdzie dwukrotnie zajęła 12. miejsce: w biegach na 10 i 15 km techniką klasyczną. Mistrzostwa świata w Val di Fiemme były najlepszymi w jej karierze, zdobyła tam bowiem trzy medale, po jednym z każdego koloru. Złoto wywalczyła w biegu na 5 km techniką klasyczną, a srebro na dystansie 15 km stylem klasycznym, gdzie uległa jedynie reprezentantce ZSRR Jelenie Välbe. Zdobyła także brązowy medal w sztafecie razem z Solveig Pedersen, Inger Helene Nybråten i Elin Nilsen. Kolejne dwa brązowe medale zdobyła podczas mistrzostw świata w Falun w 1993 r. Pierwsze zajęła trzecie miejsce w biegu na 5 km stylem klasycznym, a następnie wspólnie z koleżankami zajęła trzecie miejsce w sztafecie. Z mistrzostw świata w Thunder Bay wróciła bez medalu. W swoich najlepszym starcie, na 15 km stylem klasycznym zajęła 9. miejsce. Mistrzostwa świata w Trondheim były ostatnimi w jej karierze. Razem z Marit Mikkelsplass, Inger Helene Nybråten i Elin Nilsen zdobyła srebrny medal w sztafecie. Indywidualnie jej najlepszym wynikiem było 9. miejsce w biegu na 5 km techniką klasyczną.
W 1985 roku wystąpiła na mistrzostwach świata juniorów w Täsch, gdzie była czwarta w sztafecie i dziesiąta w biegu na 10 km techniką klasyczną. Na rozgrywanych rok później mistrzostwach świata juniorów w Lake Placid zdobyła złoty medal w sztafecie, a bieg na 5 km ukończyła na siódmej pozycji.
Najlepsze wyniki w Pucharze Świata osiągnęła w sezonie 1989/1990, kiedy to zajęła 3. miejsce w klasyfikacji generalnej. Łącznie 18 razy stawała na podium, w tym 7 razy zwyciężała.
Jej mężem jest Ebbe Hartz – były duński biegacz narciarski.

## Osiągnięcia

### Igrzyska olimpijskie
| Miejsce | Dzień     | Rok  | Miejscowość | Konkurencja             | Czas biegu | Strata  | Zwyciężczyni      |
| ------- | --------- | ---- | ----------- | ----------------------- | ---------- | ------- | ----------------- |
| 2.      | 21 lutego | 1988 | Calgary     | Sztafeta 4 × 5 km       | 59:51,1    | +1:41,9 | ZSRR              |
| 8.      | 9 lutego  | 1992 | Albertville | 15 km stylem klasycznym | 42:20,8    | +2:10,7 | Lubow Jegorowa    |
| 21.     | 13 lutego | 1992 | Albertville | 5 km stylem klasycznym  | 14:13,8    | +57,0   | Marjut Lukkarinen |
| 2.      | 17 lutego | 1992 | Albertville | Sztafeta 4 × 5 km       | 59:34,8    | +21,6   | WNP               |
| 9.      | 21 lutego | 1992 | Albertville | 30 km stylem dowolnym   | 1:22:30,1  | +4:59,7 | Stefania Belmondo |
| 7.      | 15 lutego | 1994 | Lillehammer | 5 km stylem klasycznym  | 14:08,8    | +39,3   | Lubow Jegorowa    |
| 6.      | 17 lutego | 1994 | Lillehammer | 5+10 km pościgowy       | 41:38,9    | +1:11,4 | Lubow Jegorowa    |
| 2.      | 21 lutego | 1994 | Lillehammer | Sztafeta 4 × 5 km       | 57:12,5    | +30,1   | Rosja             |
| 4.      | 24 lutego | 1994 | Lillehammer | 30 km stylem klasycznym | 1:25:41,6  | +1:11,0 | Manuela Di Centa  |
| 6.      | 8 lutego  | 1998 | Nagano      | 15 km stylem klasycznym | 46:55,4    | +1:23,6 | Olga Daniłowa     |
| 8.      | 10 lutego | 1998 | Nagano      | 5 km stylem klasycznym  | 17:37,9    | +30,1   | Łarisa Łazutina   |
| 11.     | 12 lutego | 1998 | Nagano      | 5+10 km pościgowy       | 46:06,9    | +1:03,1 | Łarisa Łazutina   |
| DNF     | 20 lutego | 1998 | Nagano      | 30 km stylem dowolnym   | 1:22:01,5  | -       | Julia Czepałowa   |

### Mistrzostwa świata
| Miejsce | Dzień     | Rok  | Miejscowość   | Konkurencja             | Czas biegu | Strata  | Zwyciężczyni                   |
| ------- | --------- | ---- | ------------- | ----------------------- | ---------- | ------- | ------------------------------ |
| 12.     | 17 lutego | 1989 | Lahti         | 10 km stylem klasycznym | 29:19,0    | +1:44,5 | Marja-Liisa Hämäläinen         |
| 12.     | 21 lutego | 1989 | Lahti         | 15 km stylem klasycznym | 47:46,6    | +2:37,6 | Marjo Matikainen               |
| 2.      | 8 lutego  | 1991 | Val di Fiemme | 15 km stylem klasycznym | 14:04,2    | +1:03,9 | Jelena Välbe                   |
| 1.      | 12 lutego | 1991 | Val di Fiemme | 5 km stylem klasycznym  | 14:04,2    | -       | -                              |
| 3.      | 14 lutego | 1991 | Val di Fiemme | Sztafeta 4 × 5 km       | 55:36,6    | +57,9   | ZSRR                           |
| 10.     | 19 lutego | 1993 | Falun         | 15 km stylem klasycznym | 44:49,0    | +2:03,1 | Jelena Välbe                   |
| 3.      | 21 lutego | 1993 | Falun         | 5 km stylem klasycznym  | 14:07,6    | +10,7   | Łarisa Łazutina                |
| 11.     | 23 lutego | 1993 | Falun         | 5+10 km pościgowy       | 40:19,0    | +1:38,1 | Stefania Belmondo              |
| 3.      | 25 lutego | 1993 | Falun         | Sztafeta 4 × 5 km       | 54:15,7    | +53,3   | Rosja                          |
| 9.      | 10 marca  | 1995 | Thunder Bay   | 15 km stylem klasycznym | 41:27,5    | +2:44,2 | Łarisa Łazutina                |
| 37.     | 12 marca  | 1995 | Thunder Bay   | 5 km stylem klasycznym  | 15:23,7    | +1:47,4 | Łarisa Łazutina                |
| 16.     | 14 marca  | 1995 | Thunder Bay   | 5+10 km pościgowy       | 43:19,6    | +2:23,0 | Łarisa Łazutina                |
| 10.     | 18 marca  | 1995 | Thunder Bay   | 30 km stylem dowolnym   | 15:23,7    | +4:00,5 | Jelena Välbe                   |
| 9.      | 23 lutego | 1997 | Trondheim     | 5 km stylem klasycznym  | 13:32,7    | +16,9   | Jelena Välbe                   |
| 18.     | 24 lutego | 1997 | Trondheim     | 5+10 km pościgowy       | 39:13,5    | +2:04,5 | Stefania Belmondo Jelena Välbe |
| 2.      | 27 lutego | 1997 | Trondheim     | Sztafeta 4 × 5 km       | 56:40,2    | +16,0   | Rosja                          |
| 7.      | 23 lutego | 1997 | Trondheim     | 30 km stylem klasycznym | 13:32,7    | +3:04,2 | Jelena Välbe                   |

### Mistrzostwa świata juniorów
| Miejsce | Dzień     | Rok  | Miejscowość | Konkurencja             | Wynik   | Strata  | Zwyciężczyni      |
| ------- | --------- | ---- | ----------- | ----------------------- | ------- | ------- | ----------------- |
| 10.     | 14 lutego | 1985 | Täsch       | 10 km stylem klasycznym | 31:24,3 | +1:08,8 | Anna-Lena Fritzon |
| 4.      | 16 lutego | 1985 | Täsch       | Sztafeta 3 × 5 km       | 44:47,1 | +36,7   | ZSRR              |
| 7.      | 13 lutego | 1986 | Lake Placid | 5 km stylem klasycznym  | 16:10,1 | +39,8   | Lubow Jegorowa    |
| 1.      | 15 lutego | 1986 | Lake Placid | Sztafeta 3 × 5 km       | 47:08,6 | -       | -                 |
| 16.     | 17 lutego | 1986 | Lake Placid | 15 km stylem dowolnym   | 43:43,8 | +3:36,4 | Gaby Nestler      |

### Puchar Świata

#### Miejsca w klasyfikacji generalnej
- sezon 1985/1986: 27.
- sezon 1986/1987: 32.
- sezon 1987/1988: 12.
- sezon 1988/1989: 15.
- sezon 1989/1990: 3.
- sezon 1990/1991: 6.
- sezon 1991/1992: 7.
- sezon 1992/1993: 6.
- sezon 1993/1994: 9.
- sezon 1994/1995: 10.
- sezon 1995/1996: 14.
- sezon 1996/1997: 9.
- sezon 1997/1998: 8.

#### Zwycięstwa w zawodach
| Nr | Dzień       | Rok  | Miejscowość   | Konkurencja              | Czas biegu |
| -- | ----------- | ---- | ------------- | ------------------------ | ---------- |
| 1. | 14 stycznia | 1990 | Moskwa        | 7,5 km stylem klasycznym | ?          |
| 2. | 10 marca    | 1990 | Örnsköldsvik  | 10 km stylem klasycznym  | ?          |
| 3. | 17 marca    | 1990 | Vang          | 2x10 km łączony          | ?          |
| 4. | 12 lutego   | 1991 | Val di Fiemme | 5 km stylem klasycznym   | 14:04,2    |
| 5. | 9 marca     | 1993 | Lillehammer   | 5 km stylem klasycznym   | 15:14,8    |
| 6. | 18 grudnia  | 1996 | Oberstdorf    | 10 km stylem klasycznym  | 29:23,1    |
| 7. | 1 marca     | 1997 | Sunne         | Sprint stylem dowolnym   | ?          |

#### Miejsca na podium
| Nr  | Dzień        | Rok  | Miejscowość   | Konkurencja              | Czas biegu  | Strata  | Miejsce | Zwycięzca               |
| --- | ------------ | ---- | ------------- | ------------------------ | ----------- | ------- | ------- | ----------------------- |
| 1.  | 17 stycznia  | 1989 | Kawgołowo     | 15 km stylem klasycznym  | ?           | ?       | 3       | Jelena Välbe            |
| 2.  | 15 grudnia   | 1989 | Thunder Bay   | 15 km stylem klasycznym  | ?           | ?       | 2       | Łarisa Łazutina         |
| 3.  | 14 stycznia  | 1990 | Moskwa        | 7,5 km stylem klasycznym | ?           | -       | 1       | -                       |
| 4.  | 25 lutego    | 1990 | Bohinj        | 10 km stylem klasycznym  | ?           | ?       | 3       | Swietłana Nagiejkina    |
| 5.  | 10 marca     | 1990 | Örnsköldsvik  | 10 km stylem klasycznym  | ?           | –       | 1       | -                       |
| 6.  | 17 marca     | 1990 | Vang          | 2x10 km łączony          | ?           | –       | 1       | -                       |
| 7.  | 8 lutego     | 1991 | Val di Fiemme | 15 km stylem klasycznym  | 44:58,5     | +1:03,9 | 2       | Jelena Välbe            |
| 8.  | 12 lutego    | 1991 | Val di Fiemme | 5 km stylem klasycznym   | 14:04,2     | –       | 1       | -                       |
| 9.  | 11 stycznia  | 1992 | Cogne         | 30 km stylem dowolnym    | 1:35:03,3   | +1:34,8 | 3       | Stefania Belmondo       |
| 10. | 7 marca      | 1992 | Funäsdalen    | 5 km stylem klasycznym   | 13:48,3     | +16,4   | 2       | Marja-Liisa Kirvesniemi |
| 11. | 3 stycznia   | 1993 | Kawgołowo     | 30 km stylem klasycznym  | 1:39:49,4   | +44,9   | 3       | Lubow Jegorowa          |
| 12. | 21 lutego    | 1993 | Falun         | 5 km stylem klasycznym   | 14:07,6     | +10,7   | 3       | Łarisa Łazutina         |
| 13. | 9 marca      | 1993 | Lillehammer   | 5 km stylem klasycznym   | 15:14,8     | -       | 1       | -                       |
| 14. | 12 marca     | 1994 | Falun         | 10 km stylem dowolnym    | 28:31,6     | +21,9   | 3       | Manuela Di Centa        |
| 15. | 27 listopada | 1994 | Kiruna        | 5 km stylem klasycznym   | 15:08,1     | +19,8   | 3       | Jelena Välbe            |
| 16. | 18 grudnia   | 1996 | Oberstdorf    | 10 km stylem klasycznym  | 29:23.1 min | -       | 1       | -                       |
| 17. | 1 marca      | 1997 | Sunne         | Sprint stylem dowolnym   | ?           | -       | 1       | -                       |
| 18. | 10 grudnia   | 1997 | Mediolan      | Sprint stylem dowolnym   | ?           | ?       | 2       | Bente Martinsen         |